# Fundació Stämpfli
La Fundació Stämpfli es un museo de arte contemporáneo inaugurado el 30 de enero de 2011 en el antiguo Mercat del Peix, en Sitges (Barcelona). Se trata de una iniciativa privada integrada dentro del Consorcio del Patrimonio de Sitges, al cuidado de los servicios de atención al público y mediación cultural del municipio. La inauguración tuvo lugar en mayo de 2011.
Parte de la colección permanente se pudo ver con anterioridad en una exposición titulada La prefiguración de la colección de la Fundación Stämpfli, que tuvo lugar en el edificio Miramar entre el 20 de marzo y el 23 de mayo de 2010 en Sitges.

## Historia
El museo es una iniciativa de la Fundació Stämpfli, impulsada con el apoyo del Ayuntamiento de Sitges y la Generalidad de Cataluña. 
Peter Stämpfli (Deisswil, Suiza,1937) llegó a Cataluña en 1961. Casado con una catalana, se estableció en Sitges en 1970. En 2011 inauguró un museo con unas 80 obras de arte cedidas por artistas contemporáneos de todo el mundo.
El museo cuenta con un Consejo Asesor de la fundación, integrado por Serge Lemoine, exdirector del Museo Orsay; Henry-Claude Cousseau, director del École Nationale Supérieure des Beaux Artes de París; Pascale Le Thorel; el crítico de arte Daniel Giralt-Miracle, director del MACBA entre 1988 y 1994, y Lluís Jou.

## El edificio

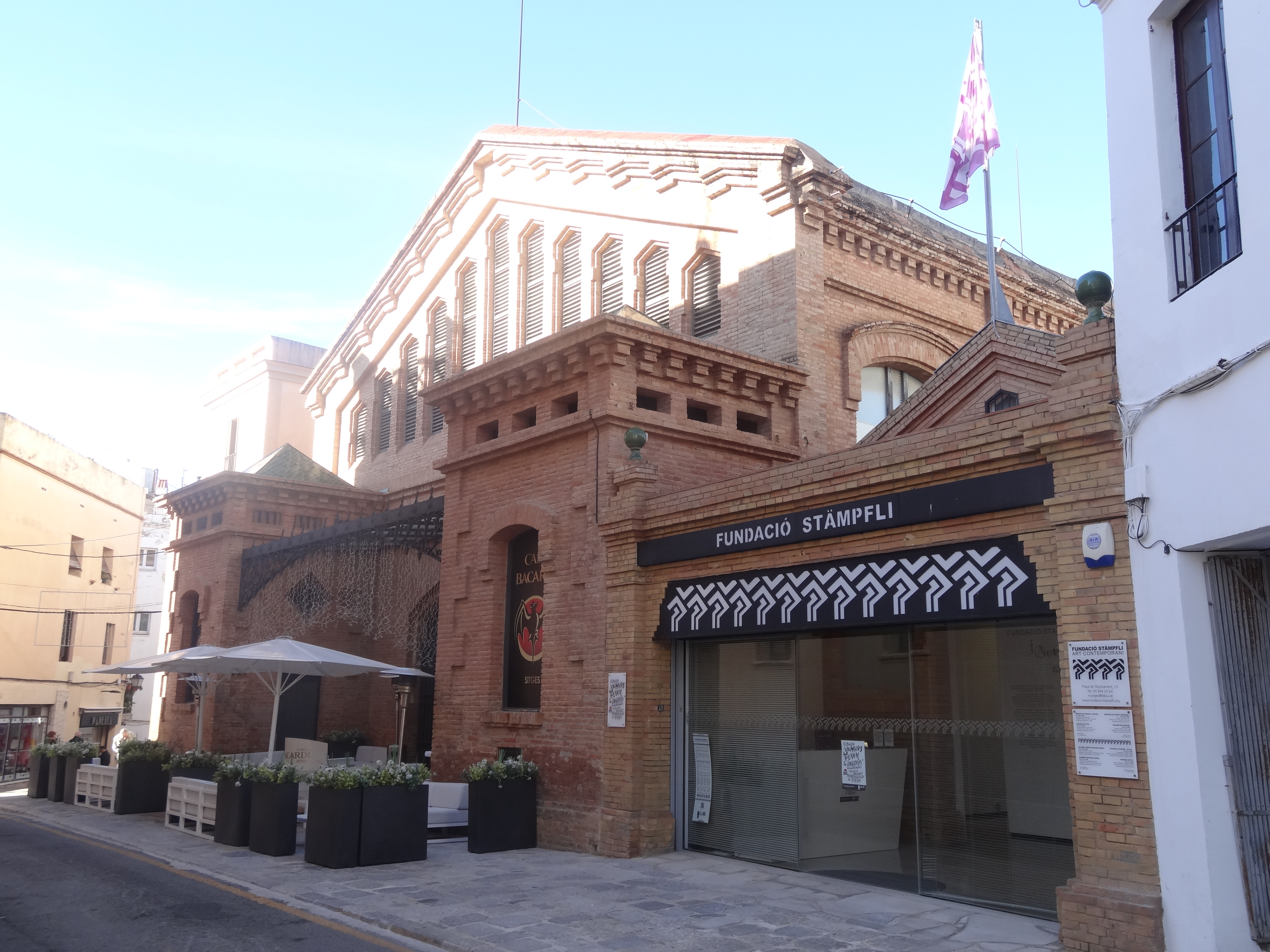
Entrada al museo en el antiguo Mercat del Peix

El museo ocupa dos edificios. La entrada principal se hace desde la plaza del Ayuntamiento, accediendo al antiguo Mercat del Peix, edificio construido en 1935, que también sirvió durante unos años como sede de la policía local. El otro edificio es la actual sede del Grup d'Estudis Sitgetans, conocida como Can Mec, que se encuentra anexo al primero, pero al que se accede por la calle Bosc, número 9, muy cerca del Palau de Maricel. Se estudia una futura ampliación del edificio para llegar a ocupar unos 1.000 metros cuadrados.

## La colección
Se trata básicamente de una colección de arte contemporáneo centrada en la segunda mitad del siglo XX, constituida por Pere y Anna Maria Stämpfli, que han donado su colección privada a la fundación que lleva su nombre. El pintor suizo fue nombrado hijo adoptivo de Sitges en 2004. El grueso de la colección lo forman 92 obras de más de 50 artistas contemporáneos de nacionalidades diversas. Muchas de las obras han sido donadas por los propios artistas, a título individual, al matrimonio, para poder crear el museo.

### Artistas presentes
François Arnal, Eduardo Arroyo, 
Gianni Bertini, Pierrette Bloch, Mark Brusse, 
Pierre Buraglio, Pol Bury, Tom Carr, 
Philippe Cazal, Miguel Chevalier, Robert Combas, 
Carlos Cruz-Diez, Henri Cueco, Marco Del Re, 
Gérard Deschamps, Marc Desgrandchamps, Daniel Dezeuze, 
Richard Di Rosa, François Dufrêne, Erró, 
Gérard Fromanger, Daniel Humair, Christian Jaccard, 
Claire-Jeanne Jézéquel, Konrad Klapheck, Peter Klasen, 
Peter Knapp, Piotr Kowalski, Jean Le Gac, 
Jean-Jacques Lebel, Jean-Michel Meurice, Bernard Moninot, 
Jacques Monory, Olivier Mosset, Jean-Luc Parando 
Pavlos, Bernard Rancillac, Jean-Pierre Raynaud, 
Antonio Recalcati, Guy de Rougemont, Jean-Michel Sanejouand, Sato Satoru, Antonio Siente, Peter Stämpfli, 
Antoni Taulé, Pierre Tilman, Niele Toroni, 
Kim Tschang-Yeul, Vladimir Velickovic, Claude Viallat, 
Jacques Villeglé, Jan Voss, Michael Warren, 
Joel-Peter Witkin y A-Sun Wu.